# Iulus graciliventris
Iulus graciliventris är en mångfotingart som beskrevs av Karl Wilhelm Verhoeff 1898. Iulus graciliventris ingår i släktet Iulus och familjen kejsardubbelfotingar. Inga underarter finns listade i Catalogue of Life.